# کودیک
کودیک (به هلندی: Koedijk) یک منطقهٔ مسکونی در هلند است که در Langedijk واقع شده‌است.